# Słabsny
Słabsny (biał. Слабсны; ros. Слабсны) − wieś na Białorusi, w obwodzie grodzieńskim, w rejonie smorgońskim, w sielsowiecie Korzenie.

## Historia
W czasach zaborów wieś rządowa w gminie Smorgonie, w powiecie oszmiańskim, w guberni wileńskiej Imperium Rosyjskiego. W 1866 roku liczyła 122 mieszkańców w 12 doamch. Należała do dóbr Cycyn, własność Milewskich. W 1905 roku liczyła 193 mieszkańców, 323 dziesięciny.
W latach 1921–1945 wieś leżała w Polsce, w województwie wileńskim, w powiecie oszmiańskim, w gminie Smorgonie.
W 1931 wieś w 38 domach zamieszkiwało 195 osób.
Wierni należeli do parafii rzymskokatolickiej w Węsławiętach. Miejscowość podlegała pod Sąd Grodzki w Smorgoniach i Okręgowy w Wilnie; właściwy urząd pocztowy mieścił się w Smorgoniach.
Po II wojnie światowej w granicach Związku Sowieckiego. W latach 1940 – 1954 roku centrum sielsowietu Słabsny. Od 1991 w niepodległej Białorusi. Do 2008 roku w sielsowiecie Białkowszczyzna.